# Bilicsi-díj
A Bilicsi-díjat Bilicsi Tivadar családja alapította 2001-ben, születésének századik évfordulóján. A családi kuratórium azon művészek közül választ, akik mosoly tudtak fakasztani az emberek arcára. A díj V. Majzik Mária alkotása, amelyet a MOM Kulturális Központban adnak át a Hegyvidéki Ősz rendezvény sorozat keretében.

## Díjazottak
- Tordy Géza (2001)
- Halász Judit (2002)
- Gyurkovics Tibor (2003)
- Dobsa Sándor (2004)
- Gálffi László (2005)
- Cseke Péter és Sára Bernadett (2006)
- Pécsi Ildikó (2007)
- Kaláka (2008)
- Lukács Sándor (2009)
- Dunai Tamás (2010)
- Venczel Vera (2011)
- Kútvölgyi Erzsébet (2012)
- Oszvald Marika (2013)
- Koncz Gábor (2014)
- Hegedűs D. Géza (2015)
- Béres Ilona (2016)
- Csákányi Eszter (2017)[1]
- Némethy Attila (2018)[2]
- Momentán Társulat (2021)